# Shotaro Iribe
Shotaro Iribe (Japans: 入部正太朗, Iribe Shōtarō; Nara, 1 augustus 1989) is een Japans wielrenner.

## Carrière
In 2014 werd Iribe, acher Nariyuki Masuda en José Toribio, derde in de Ronde van Okinawa. Eerder dat jaar was hij al zesde geworden in het door Junya Sano gewonnen nationale kampioenschap op de weg. Een jaar later kwam enkel de Nieuw-Zeelander Jason Christie eerder over de finish in de Ronde van Okinawa.
In 2017 behaalde Iribe zijn eerste UCI-zege toen hij de eerste rit in lijn van de Ronde van Kumano op zijn naam schreef. Door zijn overwinning nam hij de leiderstrui over van Szymon Sajnok, die een dag eerder de proloog had gewonnen. Die leidende positie raakte hij een dag later weer kwijt aan José Toribio.
Iribe werd in 2019 Japans kampioen op de weg; hij won in de sprint van Yukiya Arashiro. Het jaar erna reed hij voor een seizoen bij NTT Pro Cycling. Na twee jaren niet actief te hebben gereden bij een wielerploeg, rijdt hij 2023 wederom bij Shimano Racing.

## Overwinningen
2017
1e etappe Ronde van Kumano
2018
2e etappe Ronde van Thailand
2e etappe Ronde van Kumano
2019
 Japans kampioen op de weg, Elite

## Ploegen
- 2012 –  Shimano Racing Team
- 2013 –  Shimano Racing Team
- 2014 –  Shimano Racing Team
- 2015 –  Shimano Racing Team
- 2016 –  Shimano Racing Team
- 2017 –  Shimano Racing Team
- 2018 –  Shimano Racing Team
- 2019 –  Shimano Racing Team
- 2020 –  NTT Pro Cycling
- 2023 –  Shimano Racing Team
- 2024 –  Shimano Racing
- 2025 –  Shimano Racing

Akita · Iribe · Kimura · Koyama · Kuroeda · Minato · Mizutani · Nakata · Yokoyama
Barbero · Battistella · Boasson Hagen · Campenaerts · Carbel · De Bod · Dlamini · Dyball · Gasparotto · Gebreigzabhier · Gibbons · Gogl · Iribe · Janse van Rensburg · King · Kreuziger · Mäder · Meintjes · Nizzolo  · O'Connor · Pozzovivo · Sobrero · Stokbro · Sunderland · Thomson · Tiller · Valgren · Walscheid · Wyss